# Harold Rosson
Harold G. "Hal" Rosson (Nova Iorque, 6 de abril de 1895 - Palm Beach, 6 de setembro de 1988) foi um diretor de fotografia estadunidense. Ele é mais conhecido por seu trabalho no filme de 1939, O Mágico de Oz.
Rosson foi casado com a atriz de cinema Jean Harlow, eles se conheceram enquanto gravavam o filme Mademoiselle Dinamite em 1933, mas se separaram em maio de 1934. Em 11 de outubro de 1936, Rosson se casou com a socialite Yvonne Crellin em Beverly Hills. Eles se divorciaram em junho de 1945. 

## Filmografia
- David Harum (1915)
- Oliver Twist (1916)
- The Victoria Cross (1916)
- The American Consul (1917)
- Polly of the Storm Country (1920)
- Buried Treasure (1921)
- Everything for Sale (1921)
- Through a Glass Window (1922)
- Dark Secrets (1923)
- Zaza (1923)
- A Society Scandal (1924)
- Manhattan (1924)
- Too Many Kisses (1925)
- Infatuation (1925)
- The Little French Girl (1925)
- The Street of Forgotten Men (1925)
- Classified (1925)
- Up in Mabel's Room (1926)
- Getting Gertie's Garter (1927)
- Evening Clothes (1927, perdido)
- Rough House Rosie (1927, perdido)
- A Gentleman of Paris (1927)
- Gentlemen Prefer Blondes (1928, perdido)
- The Sawdust Paradise (1928)
- The Docks of New York (1928)
- Three Weekends (1928)
- The Case of Lena Smith (1929, perdido)
- Frozen Justice (1929, perdido)
- South Sea Rose (1929, perdido)
- Madam Satan (1930)
- Passion Flower (1930)
- Son of India (1931)
- The Squaw Man (1931)
- Tarzan the Ape Man (1932)
- Kongo (1932)
- Hell Below (1933)
- Turn Back the Clock (1933)
- The Girl from Missouri (1934)
- The Scarlet Pimpernel (1934)
- Treasure Island (1934)
- The Ghost Goes West (1935)
- As You Like It (1936)
- The Devil Is a Sissy (1936)
- The Man Who Could Work Miracles (1936)
- They Gave Him a Gun (1937)
- Captains Courageous (1937)
- The Emperor's Candlesticks (1937)
- Double Wedding (1937, sem créditos)
- A Yank at Oxford (1938)
- Too Hot to Handle (1938)
- I Take This Woman (1940)
- Edison, the Man (1940)
- Boom Town (1940)
- Dr. Kildare Goes Home (1940)
- Flight Command (1940)
- Honky Tonk (1941)
- The Chocolate Soldier (1941, sem crétidos)
- Johnny Eager (1941)
- Tortilla Flat (1942, sem créditos)
- Somewhere I'll Find You (1942)
- Tennessee Johnson (1942)
- Slightly Dangerous (1943)
- Marriage Is a Private Affair (1944)
- An American Romance (1944)
- Thirty Seconds Over Tokyo (1944)
- Duel in the Sun (1946)
- No Leave, No Love (1946)
- Three Wise Fools (1946)
- My Brother Talks to Horses (1947)
- Living in a Big Way (1947)
- The Hucksters (1947)
- O Amor que Me Deste (1948)
- Command Decision (1948)
- The Stratton Story (1949)
- Any Number Can Play (1949)
- On the Town (1949)
- Key to the City (1950)
- To Please a Lady (1950)
- The Red Badge of Courage (1951)
- Lone Star (1952)
- Love Is Better Than Ever (1952)
- Singin' in the Rain (1952)
- The Story of Three Loves (1953)
- I Love Melvin (1953)
- Dangerous When Wet (1953)
- The Actress (1953)
- Mambo (1954)
- Ulisses (1954)
- Strange Lady in Town (1955)
- Pete Kelly's Blues (1955)
- The Bad Seed (1956)
- Toward the Unknown (1956)
- No Time for Sergeants (1958)
- Onionhead (1958)
- Eldorado (1966)

## Prêmios e indicações
| Ano  | Prêmio                             | Indicação                    | Resultado |
| ---- | ---------------------------------- | ---------------------------- | --------- |
| 1937 | Oscar Honorário                    | O Jardim de Alá              | Venceu    |
| 1940 | Oscar de melhor fotografia         | O Mágico de Oz               | Indicado  |
| 1941 | Oscar de melhor fotografia         | Fruto Proibido               | Indicado  |
| 1945 | Oscar de melhor fotografia         | Trinta Segundos Sobre Tóquio | Indicado  |
| 1951 | Oscar de melhor fotografia         | O Segredo das Joias          | Indicado  |
| 1951 | Globo de Ouro de melhor fotografia | O Segredo das Joias          | Indicado  |
| 1957 | Oscar de melhor fotografia         | A Tara Maldita               | Indicado  |